# Alexei Andrejewitsch Wassilewski
Alexei Andrejewitsch Wassilewski (russisch Алексей Андреевич Василевский, * 21. Januar 1993 in Ufa) ist ein russischer Eishockeyspieler, der seit Mai 2015 bei Awtomobilist Jekaterinburg aus der KHL unter Vertrag steht. Sein Vater Andrei war und sein Bruder Andrei ist Eishockeytorwart.

## Karriere
Alexei Wassilewski begann seine Karriere 2004 im Nachwuchsbereich von Salawat Julajew Ufa und durchlief alle Nachwuchsmannschaften des Vereins. Im Dezember 2009 debütierte er für Tolpar Ufa, das Juniorenteam von Salawat Julajew Ufa, in der Molodjoschnaja Chokkeinaja Liga (MHL) und gehörte anschließend fest zum Kader des MHL-Teams, bei dem ab 2010 auch sein Bruder Andrei spielte.
Ab 2012 spielte Wassilewski parallel für Toros Neftekamsk in der Wysschaja Hockey-Liga und Tolpar Ufa in der MHL. In der Saison 2013/14 wurden die Einsätze bei Tolpar weniger, stattdessen absolvierte er erste Spiele in der KHL für Salawat. In den Play-offs 2014 gehörte er fest zum Kader des KHL-Teams.
Im Mai 2015 wurde er zusammen mit Alexander Pankow im Tausch gegen Anton Lasarew an Awtomobilist Jekaterinburg abgegeben.

### International
Alexei Wassilewski vertrat sein Heimatland im Juniorenbereich bei der World U-17 Hockey Challenge 2010, der World Junior A Challenge 2011 und bei einer Weltmeisterschaft, der U18-Junioren-Weltmeisterschaft 2011, bei der er zusammen mit seinem Bruder Andrei für Russland spielte und die Bronzemedaille gewann. Bei der World U-17 Hockey Challenge 2010 verloren die Russen das Spiel um die Bronzemedaille gegen Schweden und beendeten das Turnier auf dem vierten Rang.
2012 stand er bis kurz vor Turnierbeginn im Kader für die U20-Junioren-Weltmeisterschaft 2013, wurde aber als einer der letzten Spieler aus dem erweiterten Kader gestrichen.

## Erfolge und Auszeichnungen
- 2011 Bronzemedaille bei der U18-Junioren-Weltmeisterschaft

## Karrierestatistik

### International
(Legende zur Spielerstatistik: Sp oder GP = absolvierte Spiele; T oder G = erzielte Tore; V oder A = erzielte Assists; Pkt oder Pts = erzielte Scorerpunkte; SM oder PIM = erhaltene Strafminuten; +/− = Plus/Minus-Bilanz; PP = erzielte Überzahltore; SH = erzielte Unterzahltore; GW = erzielte Siegtore; 1 Play-downs/Relegation; Kursiv: Statistik nicht vollständig)